# WTorre Plaza
WTorre Plaza, antigo WTorre JK, também chamado de Complexo JK, é um complexo empresarial e comercial localizado em São Paulo no distrito do Itaim Bibi e inaugurado em 2012. Composto por quatro blocos integrados, o complexo tem 410 mil metros quadrados de área construída.
No local, também está localizado o Shopping JK Iguatemi, que conta com 145.134 m² de área construída e 230 lojas interligadas, além de um teatro com capacidade para 1.200 pessoas.
A mais alta torre do empreendimento é a Torre Santander, inaugurada em 2009.
Foi construído no lugar da antiga loja de luxo Villa Daslu.